# Gold(I)-tellurid
Gold(I)-tellurid ist eine anorganische chemische Verbindung des Golds aus der Gruppe der Telluride. Neben diesem sind mit AuTe, Au2Te, Au2Te3, Au3Te5 und AuTe3 noch weitere Goldtelluride bekannt.

## Vorkommen
Gold(I)-tellurid kommt natürlich in Form der Minerale Calaverit und Krennerit vor.

## Gewinnung und Darstellung
Gold(I)-tellurid kann durch Zusammenschmelzen der Elemente gewonnen werden.

## Eigenschaften
Gold(I)-tellurid hat eine verzerrte Schichtstruktur vom CdI2-Typ (die durchschnittliche Struktur hat die Raumgruppe C2/m (Raumgruppen-Nr. 12)), mit dreieckigen Schichten aus Gold mit Tellur-Atomen dazwischen. Es gibt jedoch eine periodische Verschiebungsmodulation entlang der [010]-Richtung, die die gesamte Kristallstruktur inkommensurabel macht. Der Mechanismus der Inkommensurabilität ist unklar.  Es ist auch eine Hochdruckform mit der Raumgruppe P3m1 (Raumgruppen-Nr. 164) bekannt, die ebenfalls eine Kristallstruktur vom CdI2-Typ besitzt und supraleitend bei einer Temperatur von 2,3 K ist.